# Sune Bergelin
Sune Bergelin, född 9 november 1882, död 29 januari 1949, var en svensk militär. Han var sonson till Johan Theodor Bergelin och far till Sven-Eggert Bergelin.
Bergelin blev officer vid Göta artilleriregemente 1902, major 1926, överste 1933, var chef för Bodens artilleriregemente 1933–1938 och för Göta artilleriregemente 1938–1943. Han var chef för Artilleri- och ingenjörhögskolan 1930–1934. Bergelin var militär medarbetare i Göteborgs Handels- och Sjöfartstidning 1923–1945 och från 1946 i Göteborgs Morgonpost. Han utgav Världskriget (3 band, 1917–1922). Bergelin blev ledamot av andra klassen av Krigsvetenskapsakademien 1931. Han blev riddare av Svärdsorden 1923 och av Nordstjärneorden 1934 samt kommendör av andra klassen av Svärdsorden 1936 och kommendör av första klassen 1939. Bergelin är begraven på Norra begravningsplatsen utanför Stockholm.